# 熱帶風暴鸚鵡 (2020年)
熱帶風暴鸚鵡（英語：Tropical Storm Nuri，國際編號：2002，聯合颱風警報中心：WP022020，菲律賓大氣地球物理和天文管理局：Butchoy）是2020年太平洋颱風季第2個被命名的熱帶氣旋。「鸚鵡」一名由馬來西亞提供，是指一種身上有藍色冠羽的鸚鵡。

## 發展過程
6月8日，一個熱帶擾動在薩馬島以東海域生成，美國海軍研究實驗室給予擾動編號98W。晚間，聯合颱風警報中心將其評級提升為「低」。
6月10日凌晨12時30分，聯合颱風警報中心將其評級提升為「中」。上午8時，日本氣象廳將其升格為熱帶低氣壓。
6月11日晚上8時，日本氣象廳對其發布烈風警報。同時，台灣中央氣象局將其升格為熱帶性低氣壓，給予編號TD02。下午五時，菲律賓氣象局將其升格為熱帶低氣壓，並將其命名。晚上10時，聯合颱風警報中心將其評級提升為「高」，並對其發布熱帶氣旋形成警報。
6月12日凌晨2時，香港天文台及澳門地球物理暨氣象局將其升格為熱帶低氣壓。上午9時，聯合颱風警報中心將其升格為熱帶低氣壓，給予熱帶氣旋編號02W。晚上8時，日本氣象廳將其升格為熱帶風暴，給予國際編號2002，並命名「鸚鵡」。不久後，中國國家氣象中心跟隨升格，臺灣中央氣象局同時也將「鸚鵡」升格為輕度颱風。而澳門氣象局和香港天文台緊接在晚上10時和11時將其升格為熱帶風暴。
6月13日下午4時，聯合颱風警報中心將其升格為熱帶風暴。
6月14日上午8時，日本氣象廳將其降為熱帶低氣壓。上午8時50分左右，中國國家氣象中心表示「鸚鵡」在廣東省陽江市江城區海陵鎮沿海登陸。上午9時45分，香港天文台將其降為熱帶低氣壓。上午10時，聯合颱風警報中心對其發布最後警告。下午2時，臺灣中央氣象局將其降為熱帶性低氣壓。下午5時45分，香港天文台將其降為低壓區。
6月15日上午8時，日本氣象廳評定鸚鵡已消散。

## 影響

### 菲律賓
當地發出之最高風暴信號：一號風暴信號
6月11日，菲律賓大氣地球物理和天文管理局將低壓區升格熱帶低氣壓，並命名「Butchoy」。其後，「鸚鵡」逐漸迫近菲律賓，菲律賓大氣地球物理和天文管理局對棉蘭老西部、呂宋南部及維薩亞斯群島發出一號風暴信號。

### 中國大陸
當地發布之最高熱帶氣旋警告信號： 颱風藍色預警信號
在6月13日上午6時發布颱風藍色預警信號。
在6月14日下午6時解除颱風藍色預警信號。

#### 广东
6月14日，颱風鹦鹉於當天早上8时50分在广东省阳江市海陵岛登陆，登陆时海上風力约7至9级、海面風浪不大，陆上風力约4至5级，並有小到中雨及局部大雨，當地的大角湾景区因風暴暫时关闭。

#### 海南
當地發布之最高熱帶氣旋警告信號： 颱風藍色預警信號

#### 廣西
當地發布之最高熱帶氣旋警告信號： 颱風藍色預警信號

### 香港
當地發出之最高熱帶氣旋警告信號： 三號強風信號
天文台在6月11日中午發出特別天氣提示，指位於菲律賓的低壓區逐漸發展，按現時預測低壓區會於明晚進入南海北部，並會在周末移近廣東沿岸。天文台在6月11日晚上10時15分表示位於菲律賓的低壓區正逐漸增強，一個熱帶氣旋似乎在形成中。隨後在12日凌晨升格為熱帶低氣壓。
香港天文台在6月12日晚上8時20分發出一號戒備信號，當時鸚鵡集結在香港之東南偏南約740公里。天文台表示香港風勢將會逐漸增強，翌日日間考慮發出三號信號。
天文台在6月13日凌晨4時45分表示，中午前發出三號信號的機會較低，但預料稍後境內風勢會逐漸增強，海有湧浪，屆時天文台會視乎本港風力情況，考慮發出三號信號。 天文台在上午9時45分表示，下午稍後香港風勢會逐漸增強，天文台會在下午2時至4時發出三號熱帶氣旋警告信號。天文台在下午3時40分發出三號強風信號，當時鸚鵡集結在香港之東南偏南約290公里。天文台指鸚鵡會在翌日早上最接近香港，在香港西南面200公里內掠過。除非鸚鵡顯著增強或採取較接近香港的路徑移動，否則發出更高熱帶氣旋警告信號的機會不大。晚上10時45分，天文台表示三號強風信號會維持一段時間。
鸚鵡在6月14日凌晨2時至早上6時最接近香港，在香港之西南約190公里掠過。隨着鸚鵡逐漸遠離，天文台在早上6時45分表示當香港普遍不再吹強風時，會改發一號戒備信號。。隨後天文台在上午10時40分改發一號戒備信號，當時鸚鵡集結在香港之西南偏西約250公里。天文台在下午1時20分取消所有熱帶氣旋警告信號，當時鸚鵡集結在香港以西約280公里。
鸚鵡吹襲期間，天文台8個參考自動氣象站中有3個錄得強風，三號信號只欠一站便達標，當中啟德以些微之差，未能達到強風水平。不過尖沙咀天星碼頭錄得最高10分鐘平均風速每小時41公里，表示市區亦受強風影響。長洲、西貢及機場錄得之最高10分鐘平均風速分別為每小時57、49及46公里。14日中午，一號戒備號信號仍然生效期間，一名39歲姓陳女子在大嶼山下長沙泳灘對開海面衝浪，其間遇溺昏迷，由朋友救起送上沙灘。救援人員接報到場，將昏迷的女子送往北大嶼山醫院，女子經搶救後於12時57分證實死亡。

### 澳門
當地發出之最高熱帶氣旋警告信號：  三號風球
6月12日晚上5時半氣象局預告會在晚上七時發出一號風球，並預告翌日下午至晚間發出三號風球機會高，但發出藍色風暴潮警告機會低。晚上7時，氣象局發出一號風球。氣象局於6月13日早上11時30分表示翌日凌晨前後發出八號風球機會為中等。下午5點，氣象局宣佈於下午6時發出三號風球，並指出受鸚鵡環流影響期間，澳門風力可能間中達到八號風球下限，一度表示不排除在14日凌晨前後發出八號風球的可能性。6月14日凌晨2點左右，氣象局表示由於鸚鵡採取較預測稍遠的路徑，加上澳門本地和三條跨海大橋風力沒有顯著增強，因此無需發出八號風球，並表示三號風球於上午時間維持。隨着鸚鵡逐漸遠離澳門，氣象局在6月14日下午1時正取消所有熱帶氣旋警告信號。

## 熱帶氣旋警告使用記錄

### 菲律賓
| 菲律賓大氣地球物理和天文服務管理局 風暴信號 | 菲律賓大氣地球物理和天文服務管理局 風暴信號 | 菲律賓大氣地球物理和天文服務管理局 風暴信號 |
| ------------------------------------------- | ------------------------------------------- | ------------------------------------------- |
| 上一熱帶氣旋                                | 一號風暴信號                                | 下一熱帶氣旋                                |
| 颱風黃蜂                                    | 一號風暴信號                                | 熱帶低氣壓                                  |

### 香港
| 香港天文台 熱帶氣旋警告信號 | 香港天文台 熱帶氣旋警告信號 | 香港天文台 熱帶氣旋警告信號 |
| --------------------------- | --------------------------- | --------------------------- |
| 上一熱帶氣旋                | 一號戒備信號                | 下一熱帶氣旋                |
| 熱帶低氣壓劍魚              | 一號戒備信號                | 熱帶風暴拉克                |
| 熱帶低氣壓劍魚              | 三號強風信號                | 熱帶風暴拉克                |

### 澳門
| 澳門地球物理暨氣象局 熱帶氣旋警告信號 | 澳門地球物理暨氣象局 熱帶氣旋警告信號 | 澳門地球物理暨氣象局 熱帶氣旋警告信號 |
| ------------------------------------- | ------------------------------------- | ------------------------------------- |
| 上一熱帶氣旋                          | 一號風球                              | 下一熱帶氣旋                          |
| 熱帶低氣壓劍魚                        | 一號風球                              | 颱風海高斯                            |
| 熱帶低氣壓劍魚                        | 三號風球                              | 熱帶風暴拉克                          |

### 中國大陸
| 国家气象中心 颱風預警信號 | 国家气象中心 颱風預警信號 | 国家气象中心 颱風預警信號 |
| ------------------------- | ------------------------- | ------------------------- |
| 上一熱帶氣旋              | 颱風藍色預警信號          | 下一熱帶氣旋              |
| 強颱風巴蓬                  | 颱風藍色預警信號          | 熱帶風暴拉克 颱風黑格比     |

## 外部連結
| 太平洋颱風季             |
| 主題頁 - 專題 - 編輯指南 |

- （日語）日本氣象廳首頁 （页面存档备份，存于）
- （英文）聯合颱風警報中心首頁 （页面存档备份，存于）
- （简体中文）中國國家氣象中心首頁 （页面存档备份，存于）
- （繁體中文）臺灣中央氣象局首頁 （页面存档备份，存于）
- （繁體中文）香港天文台首頁 （页面存档备份，存于）
- （繁體中文）澳門地球物理暨氣象局首頁 （页面存档备份，存于）
- （英文）菲律賓大氣地球物理和天文管理局 惡劣天氣公告 （页面存档备份，存于）
- （泰文）泰國氣象局首頁 （页面存档备份，存于）